# 欧热圣樊尚
欧热圣樊尚（法語：Auger-Saint-Vincent，法語發音：[oʒe sɛ̃ vɛ̃sɑ̃]）是法国瓦兹省的一个市镇，属于桑利斯区。

## 地理
欧热圣樊尚（49°13'7"N, 2°48'29"E）面积13.97 平方千米，位于法国上法蘭西大區瓦兹省，该省份为法国北部内陆省份，北起索姆省，西接厄尔省和滨海塞纳省，南至塞纳-马恩省和瓦兹河谷省，东临埃纳省。
与欧热圣樊尚接壤的市镇（或旧市镇、城区）包括：迪维、弗雷努瓦勒吕阿、奥尔穆瓦维莱尔、罗西耶尔、特吕米利、韦尔西尼。

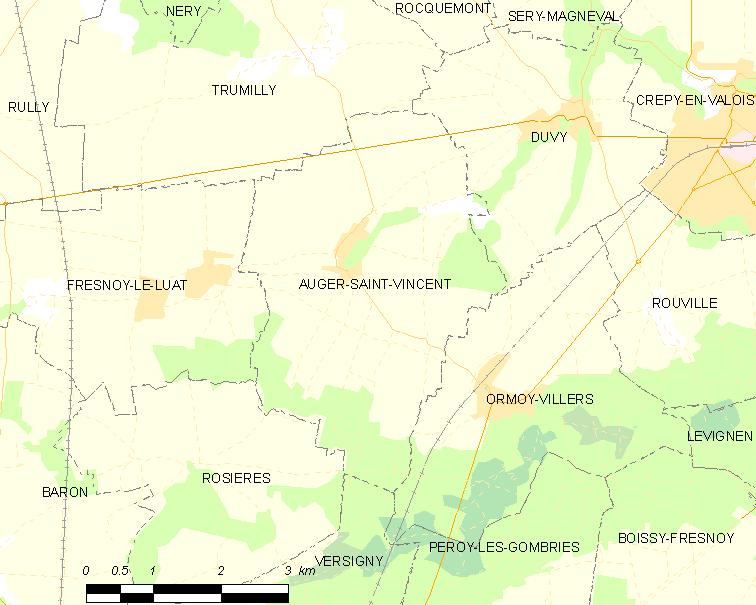
欧热圣樊尚的OSM定位图

欧热圣樊尚的时区为UTC+01:00、UTC+02:00（夏令时）。

## 行政
欧热圣樊尚的邮政编码为60800，INSEE市镇编码为60027。

## 政治
欧热圣樊尚所属的省级选区为瓦卢瓦地区克雷皮县。

## 人口

1962-2008年间欧热圣樊尚人口变化图示

欧热圣樊尚于2022年1月1日时的人口数量为521人。